# Peeter Baltens

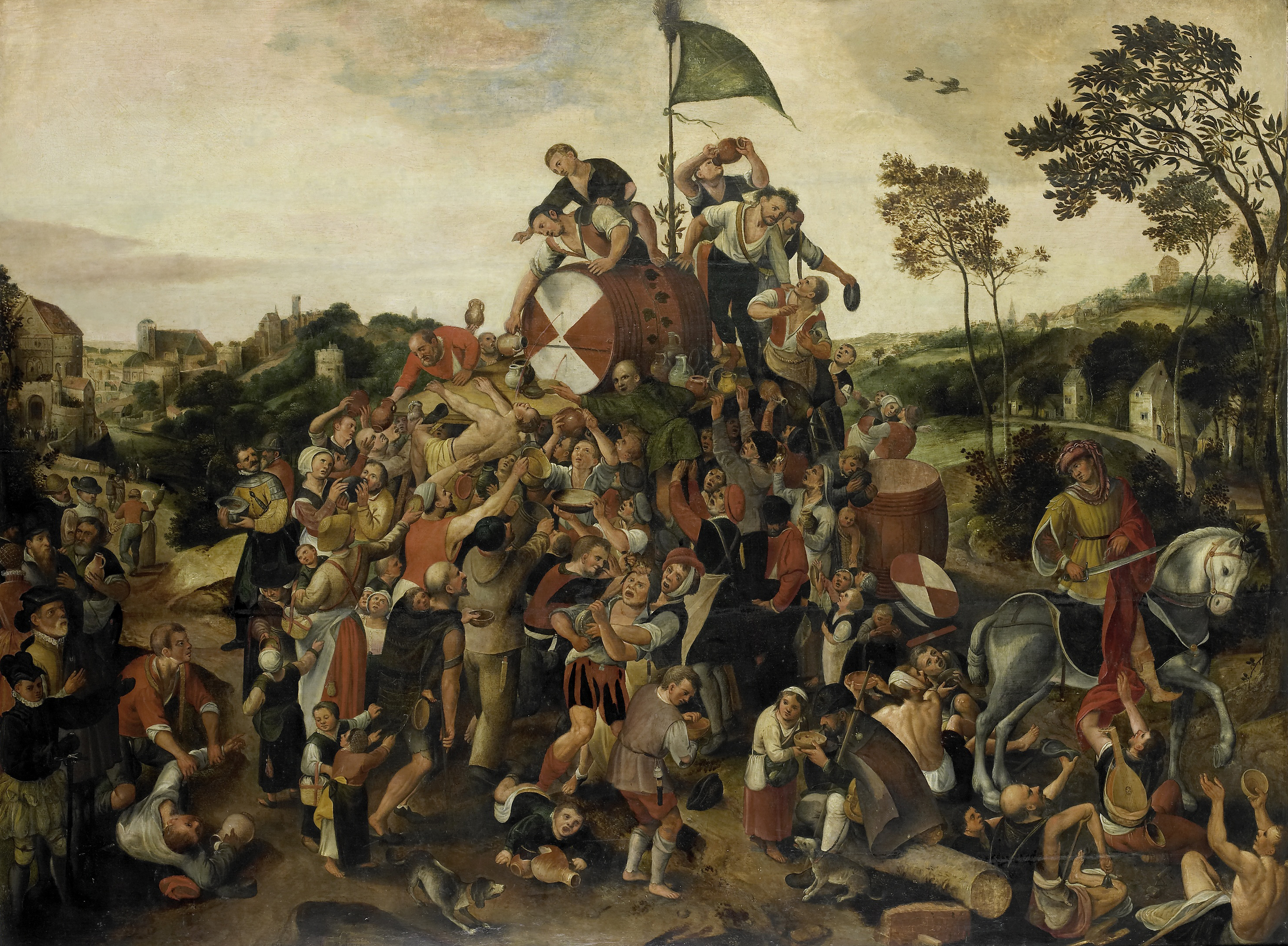
Kermis del día de San Martín

Peeter Baltens, también conocido como Pieter Balten o Pieter Custodis (c 1527 en Amberes – 1584 en Amberes), fue un pintor flamenco del Renacimiento, dibujante, grabador y editor. Baltens también se dedicó al comercio de arte y a la poesía. Fue conocido por sus pinturas de género, paisajes y composiciones religiosas.
La carrera y desarrollo artístico de Baltens y Pieter Bruegel el Viejo estuvieron ligados estrechamente. Se le atribuye el haber sido uno de los inventores del género de la escena en la villa en el arte flamenco y holandés.

## Vida
Los detalles de la vida de Peeter Baltens son escasos. Baltens nació en Amberes alrededor de 1527, hijo del escultor Baltens Custodis (o Baltens Janszoon de Costere). En 1540 fue registrado como miembro del Gremio de San Lucas bajo el nombre 'Pierken Custodis'. En 1550 fue admitido como maestro del Gremio.

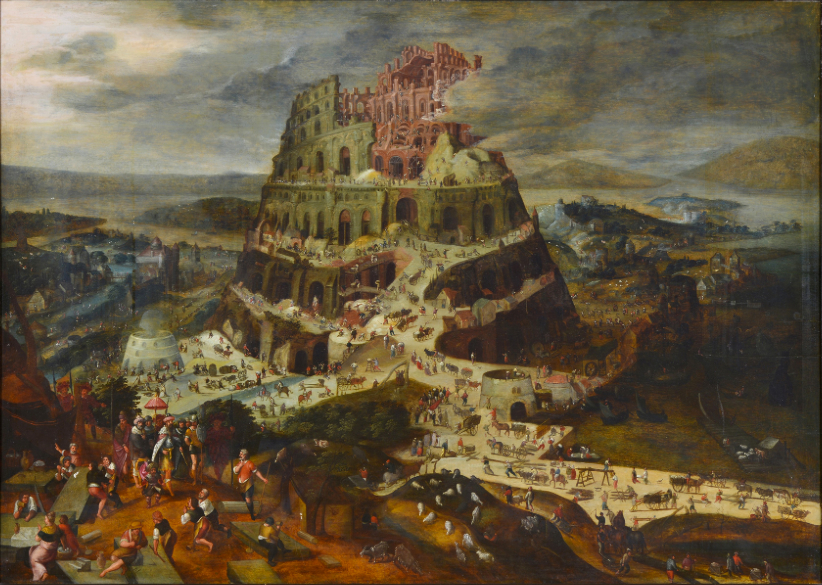
La torre de Babel

Karel van Mander, historiador de arte de inicios del siglo XVII, es fuente clave sobre la vida de Baltens. Van Mander mencionaba en su Libro de la pintura o Schilder-boeck que Baltens se volvió miembro del Gremio de San Lucas en 1579, sin embargo, gracias a otras fuentes se sabe que este dato es incorrecto. El error de se debe probablemente a haber interpretado mal la referencia a 1569, año en el que Baltens se volvió miembro de la junta de gobierno del gremio. Otra afirmación incorrecta de van Mander, que ha tenido un impacto devastador en la reputación del artista dentro de la historia del arte, es que Baltens fue un seguidor de Pieter Bruegel el Viejo. Van Mander se equivocó tanto en la fecha en la que Baltens se unió al gremio como en su relación con Pieter Brueghel el Viejo, la que caracterizó como la de "un seguidor". De hecho, entre 1550 y 1551 Bruegel trabajó como un ayudante de Peeter Baltens. Se sabe que los dos artistas colaboraron en una pieza de altar (ahora perdido) para el Gremio de Hacedores de Guantes en la localidad de Mechelen. En esta comisión fue Baltens quien pintó la parte central del retablo y Bruegel las alas en grisalla. Esta división de tareas sugiere que Baltens era la figura mejor posicionada en la colaboración, así como el de mayor renombre.

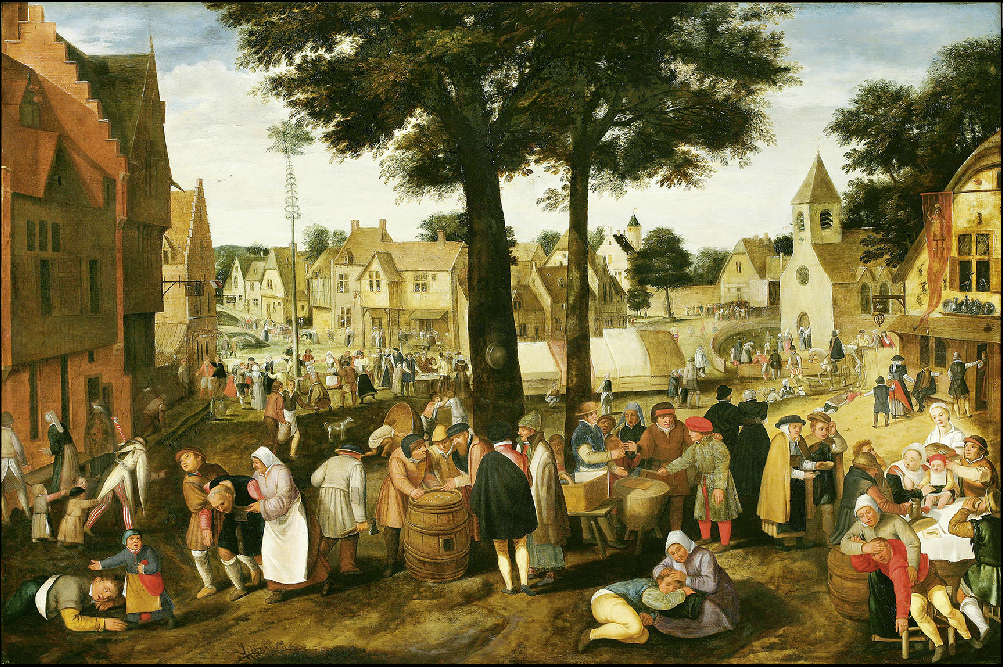
Gran Kermis de San Jorge

Van Mander también afirmó que Baltens viajó a diversos países y realizó varias vistas, aunque no existe un registro de tales travesías. Van Mander escribió además que era sensato, un buen poeta y que colaboró en algunas ocasiones con Cornelis Ketel.  Baltens también fue miembro de la Cámara de Rétorica, llamada Violieren.
El hijo de Baltens, Dominicus, se mudó a Alemania donde contrajo matrimonio con la viuda de Bartholomäus Kilian. Instaló un taller de grabado en Augsburgo, que fue conocido como la "Familia de grabadores Kilian".

## Trabajo

### General
El catálogo de obras conocidas de Baltens se reduce a 13 pinturas y 11 dibujos, de los que ninguno está fechado y sólo una pieza está firmada. Baltens pintó obras de carácter religioso junto con escenas de villas y paisajes; de estos últimos algunos son invernales. También se cree que fue autor de tronies, retratos de personajes sin identificar con expresiones faciales exageradas.  Un ejemplo es el Retrato de un campesino llorando (Casa de Subastas Thomas Bergmann), atribuido al artista. Algunos de los tronies atribuidos en otra época a Baltens han sido posteriormente atribuidos a Marten van Cleve, un pintor contemporáneo con interés similar en escenas de villas y tronies.

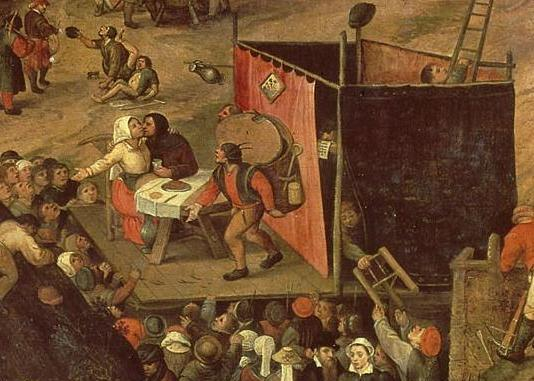
La representación de una farsa por el farsante del agua

Pocos trabajos de Baltens han sido conservados. Firmó sus pinturas y dibujos como "PB", "P. Baltens", "Peeter Balten", "Peeter Baltens" y "Peeter B".

### Pintor de género de la vida en la villa
Su trabajo se enfocó principalmente en un género que se volvió popular durante su vida: el retrato de las tradiciones de la vida en los pueblos y villas. Fue uno de los primeros artistas en crear una representación realista de las fiestas y celebraciones con multitudes de juerguistas. Aunque los historiadores de arte solían considerar a Baltens como un seguidor de Pieter Brueguel en la realización de pinturas de género, se cree actualmente que es más probable que Baltens haya influenciado a Brueguel o que ambos hayan inspirado mutuamente las obras del otro. El trabajo de Baltens también influyó en la siguiente generación de la dinastía de los Brueghel. Esto se aprecia en la copia que realizó Pieter Brueghel el Joven, hijo e imitador de Pieter Brueghel el Viejo, de la pintura Ecce homo de Baltens, y que convirtió en una obra independiente.

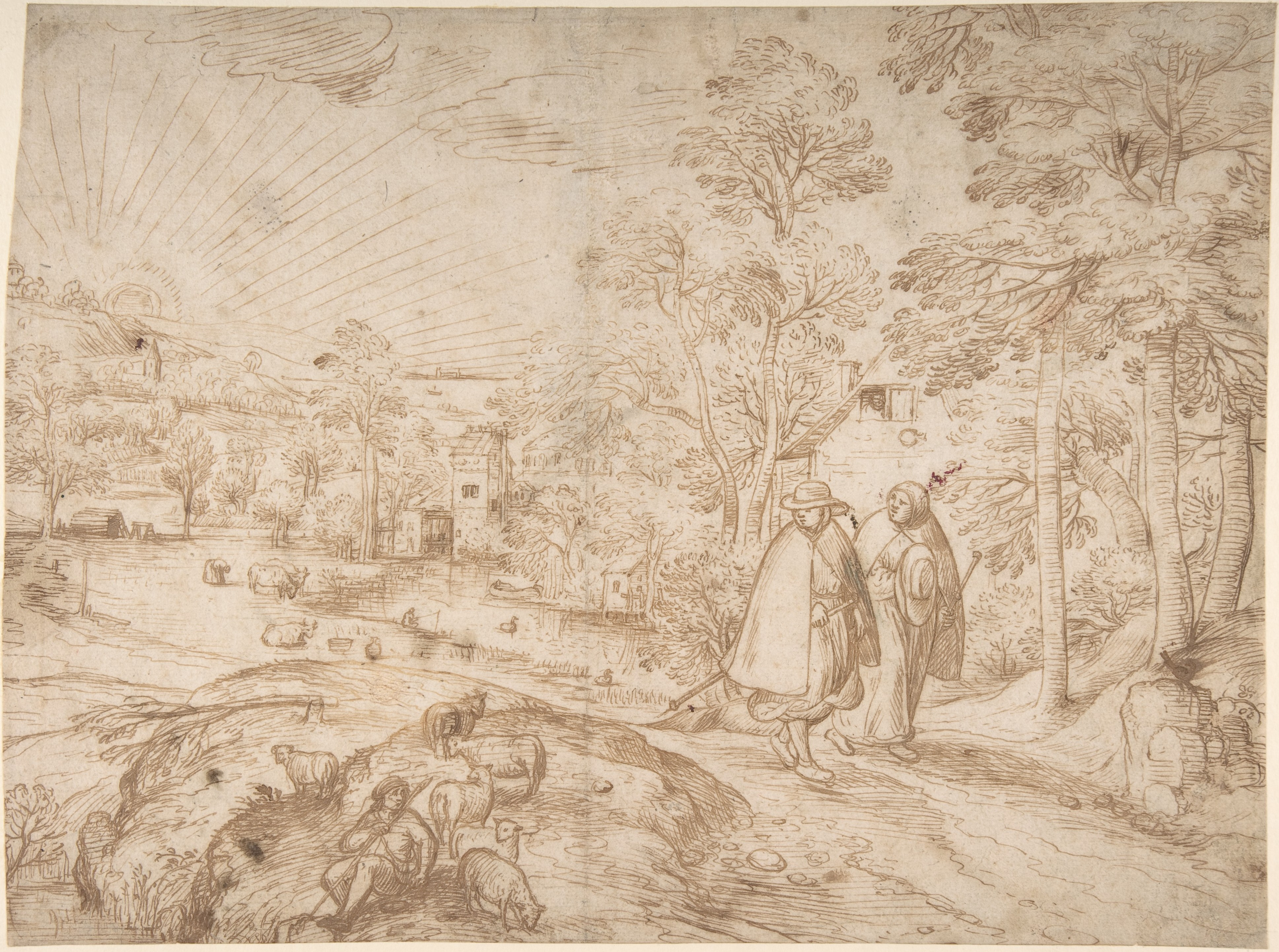
Paisaje con dos peregrinos caminando

Sus figuras, enérgicas y ricamente coloreadas, enfatizan las aspectos absurdos de la vida en los pueblos. Su interés en el lado cómico de la vida es evidente en La representación de una farsa por el farsante del agua (c 1550, Rijksmuseum). La composición muestra una escena en una villa con la representación de la popular farsa, que cuenta la historia de una mujer que envía a su esposo a encontrar al farsante del agua, cuando en realidad ella planea tener un encuentro con su amante, un cura. El plan de la esposa se frustra cuando el marido se entera de las intenciones de su mujer y la atrapa.
El estilo de Peeter Baltens se caracteriza por formas claramente definidas y poseedoras de mucha energía. Su paleta muestra una preferencia por un rojo brillante que hace que las figuras sobresalgan del fondo, lo cual fue una propuesta audaz en su época. Estos colores brillantes enfatizaron la alegría exuberante de los habitantes de las villas.
Su composición más famosa es Día de Kermés de San Martín, de la cual existen dos versiones, una en el Rijksmuseum y la otra en el Museo Real de Bellas Artes de Amberes. Anteriormente se creía que este trabajo había sido una copia de una obra perdida de Pieter Brueghel el Viejo, pero ahora se considera igual de probable que haya sido una creación original de Baltens.

### Artista de paisaje

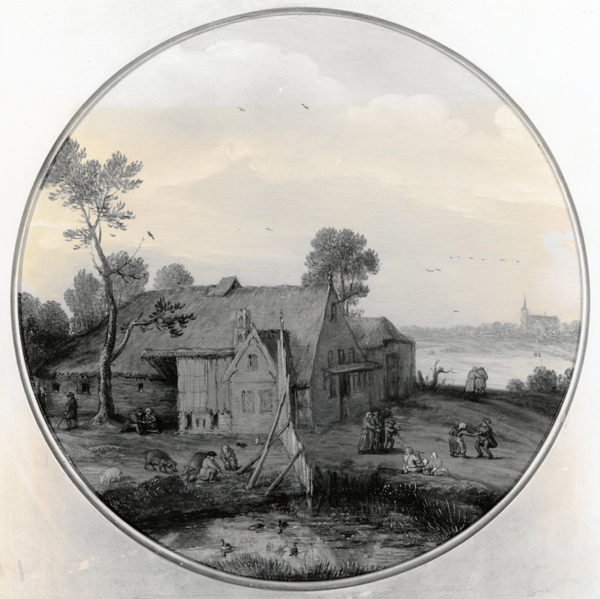
Paisaje con casa de campesinos

Van Mander elogió a Baltens como pintor de paisaje. 